# Rijksbeschermd gezicht Bergen op Zoom Uitbreiding
Gezicht Bergen op Zoom Uitbreiding is een van rijkswege beschermd stadsgezicht in Bergen op Zoom in de Nederlandse provincie Noord-Brabant. De procedure voor aanwijzing werd gestart op 23 oktober 2002. Het gebied is nog niet definitief aangewezen. Het beschermd gezicht beslaat een oppervlakte van 97,7 hectare.
De uitbreiding betreft de schil rond de oude binnenstad.
Panden die binnen een beschermd gezicht vallen krijgen niet automatisch de status van beschermd monument. Wel zal de gemeente het bestemmingsplan aanpassen om nieuwe ontwikkelingen in het gebied te reguleren. De gezichtsbescherming richt zich op de stedenbouwkundige en cultuurhistorische waardering van een gebied en wil het toekomstig functioneren daarvan veiligstellen.